# Coral Harbour
Coral Harbour, Territorium Nunavut, Region Kivalliq liegt an der Südküste der Southampton-Insel am nördlichen Rand der Hudson Bay. Die Siedlung trägt den Inuktitut-Namen Salliq (ᓴᓪᓕᖅ/ᓴᓪᓖᑦ), „große flache Insel vor dem Festland“, und hat fast 900 Einwohner (davon 94 % Inuit). Der Name Coral Harbour verweist darauf, dass hier in Zeiten wärmeren Klimas Korallen wuchsen, deren Fossilien noch heute gefunden werden.

## Geschichte
Als erster Europäer gelangte der englische Forscher Thomas Button im Jahr 1604 an die Südküste der Southampton-Insel. 1824 ging am Kap Pembroke vor dem im Süden gelegenen Coats Island Kapitän George Francis Lyon mit „HMS Griper“ vor Anker.
In der zweiten Hälfte des 19. Jahrhunderts kamen europäische und amerikanische Walfänger zu den reichen Fanggründen vor der Insel. Sie fanden eine sehr isolierte und scheue Gruppe von Menschen vor, die Sallirmiut („Menschen von Salliq“), die als mögliche Nachkommen von Eskimos der Dorset-Kultur gelten. Als 1902 das schottische Walfangschiff „Active“ landete, brachte es den dagegen nicht gefeiten Sallirmiut eine virulente Magen-Darm-Infektion, an der die meisten starben. 64 Kilometer südöstlich der Siedlung Coral Harbour ist am „Native Point“ noch eine Camp-Region der Sallirmiut (mit Überresten von „Qarmait“, Erdsodenhäusern) zu besichtigen – Alijivik, auch „verlorene Stadt des Nordens“ genannt.
Als 1924 die Hudson’s Bay Company ihren ursprünglichen Handelsposten auf dem vorgelagerten Coats Island an die Stelle des heutigen Coral Harbour verlegte, zogen viele Inuit („Aivilingmiut“) aus den Festland-Camps der Kivalliq-Region hierher. Um über genügend Jäger und Fallensteller zu verfügen, warb die Hudson’s Bay Company zudem noch auf der Baffininsel und in Nord-Québec weitere Inuit („Uqqumiut“) an und brachte sie mit ihrem Transportschiff Nascopie zur Southampton-Insel. 1926 gründeten die Oblaten-Missionare Pater Emmanuel Duplain und Bruder Prime Girard eine Missionsstation; zu jener Zeit lebten hier etwa 220 Inuit. 
Während des Zweiten Weltkriegs wurde 1941 am Rande von Coral Harbour ein amerikanischer Militärflugplatz als Stützpunkt für Flugzeuge gebaut, die nach Europa gebracht wurden. 1950 entstand eine Schule, 1963 eine Krankenstation.

## Verkehr
Nordwestlich der Gemeinde liegt der örtliche Flugplatz der Gemeinde (IATA: YZS, ICAO: CYZS), der eine geschotterte Start- und Landebahn von 1.526 Metern Länge besitzt. Erreichbar ist der Coral Harbour Airport mit regionalen Fluglinien ab Rankin Inlet.

## Klima
Gemäß der Klimaklassifikation nach Köppen und Geiger wird das Klima als subarktisches Klima (Dfc) eingestuft.
|                       | Jan   | Feb   | Mär   | Apr   | Mai   | Jun  | Jul  | Aug  | Sep  | Okt  | Nov   | Dez   |   |       |
| Mittl. Tagesmax. (°C) | −25,5 | −25,5 | −20,4 | −10,9 | −2,9  | 6,4  | 14,7 | 11,7 | 4,6  | −3,0 | −11,9 | −20,1 | ⌀ | −6,8  |
| Mittl. Tagesmin. (°C) | −33,7 | −33,9 | −29,9 | −21,1 | −10,5 | −0,3 | 5,3  | 3,6  | −1,2 | −9,1 | −20,3 | −28,6 | ⌀ | −14,9 |
|                       |       |       |       |       |       |      |      |      |      |      |       |       |   |       |
| Niederschlag (mm)     | 9,5   | 7,0   | 11,2  | 18,2  | 19,0  | 27,6 | 34,1 | 59,4 | 45,4 | 33,8 | 22,9  | 14,8  | Σ | 302,9 |

| −33,7 |

| −33,9 |

| −29,9 |

| −21,1 |

| −10,5 |

| −0,3 |

| 5,3 |

| 3,6 |

| −1,2 |

| −9,1 |

| −20,3 |

| −28,6 |

| −33,7 |

| −33,9 |

| −29,9 |

| −21,1 |

| −10,5 |

| −0,3 |

| 5,3 |

| 3,6 |

| −1,2 |

| −9,1 |

| −20,3 |

| −28,6 |